# Quantum - Il primo caso del capitano Calli Chase
Quantum - Il primo caso del capitano Calli Chase (Quantum: A Captain Chase Novel) è un romanzo della scrittrice statunitense Patricia Cornwell pubblicato nel 2019.

## Trama
Il capitano Calli Chase è un’investigatrice della NASA specializzata in cyber crimini, aspirante astronauta, che ha una sorella gemella Carme, pilota militare ed anch’essa aspirante astronauta.
Poche ore prima del lancio di una missione segreta, durante il briefing scatta un allarme in un condotto sotterraneo top secret.
L’ispezione rivela la presenza di tracce di sangue laddove teoricamente solo pochi soggetti autorizzati avrebbero potuto avere accesso.
Ad aggravare la situazione un’imminente tempesta che si sta per abbattere sulla base ed un badge di accesso al condotto di cui viene denunciata la scomparsa.
Durante le indagini il suo amico e mentore generale Dick Melville sembra tacerle qualcosa e tutti gli indizi sembrano portare alla sorella Carme che è scomparsa.
La preoccupazione per la sorte della sorella ed il riaffiorare di un doloroso passato guidano Calli nell’indagine, con la consapevolezza che fallire equivarrebbe a far fallire un importante programma spaziale e mettere a repentaglio oltre che la sua vita quella della sorella.

## Edizioni
- Patricia Cornwell, Quantum - Il primo caso del capitano Calli Chase, Arnoldo Mondadori Editore, 2019, ISBN 8804724943.